# Alchemilla orduensis
Alchemilla orduensis é uma espécie de rosácea do gênero Alchemilla, pertencente à família Rosaceae.